# 樂範
樂範（？—971年），五代十国南汉宦官。
官至开府仪同三司。北宋潘美攻下英州、雄州，南汉后主让樂範准备大船逃亡海上，樂範结果自己勾结宿卫军千余人先逃入海。后主降宋，一年后，樂範联合容州都指揮使鄧存忠、韶州賊帥周思瓊、春恩道都指揮使麥漢瓊等佔據五州之地叛宋。樂範以水军接应，宋太祖派遣中使李神祐督戰，數月內盡平叛黨。